# 葛城村 (茨城県)
葛城村（かつらぎむら）は、かつて茨城県新治郡・筑波郡に存在した村である。現在の茨城県つくば市の中部に位置する。

## 歴史

### 村名の由来
村の総鎮守である八坂神社が大字苅間字葛城に所在したことから。

### 沿革
- 1889年（明治22年）4月1日 - 町村制の施行に伴い、苅間村、根崎村、東平塚村、西平塚村、下平塚村、西大橋村、新井村、大白硲村、平村、柳橋村、山中村、島村、西岡村、小白硲村、原村が合併して新治郡葛城村が発足。
- 1896年（明治29年）3月29日 - 郡制施行のための郡の再編により筑波郡に所属変更。
- 1955年（昭和30年）3月31日 - 谷田部町、小野川村、島名村、真瀬村と合併し、改めて谷田部町が発足。同日葛城村廃止。
- 1987年（昭和62年）11月30日 - 谷田部町が豊里町・大穂町および新治郡桜村と合併してつくば市が発足。

## 交通

### 鉄道路線
現在は首都圏新都市鉄道つくばエクスプレス線の研究学園駅が存在する。